# Palazzo Montalto di Fragnito
Il Palazzo Montalto di Fragnito è un edificio di valore storico e architettonico di Napoli, ubicato in via Monte di Dio.

## Storia e descrizione
Le origini di questo palazzo vanno sicuramente collocate al XVII secolo, in quanto nella relazione censuaria sulla collina di Pizzofalcone di Antonio Galluccio del 1689 sono rilevate delle "Case del Monastero di Monte di Dio" sul suolo dove ora sorge quest'edificio. Nel corso della seconda metà del XVIII secolo, probabilmente in concomitanza con la demolizione della contigua chiesa domenicana eponima della strada, vennero acquistate dal duca di Fragnito che le trasformò in una grande dimora nobiliare con tanto di giardino all'inglese dall'estensione di un moggio (come è testimoniato dal Catasto provvisorio del 1815, voluto da re Murat). Quest'ultimo venne in gran parte fagocitato da un massiccio palazzo residenziale risalente alla metà dell'XIX secolo e affacciante su via Generale Parisi. Successivamente venne acquistato dai Masola, marchesi di Trentola. Come altri edifici circostanti, fu sfortunatamente colpito dai bombardamenti del 1943. 
Su via Monte di Dio il palazzo presenta una facciata disomogenea a causa delle sopraelevazioni avvenute nel corso del tempo e soprattutto a causa della "discutibile" ricostruzione post-bellica del corpo esterno al civico 46. Superato il portale del suddetto civico, si raggiunge il cortile principale caratterizzato da una parete di fondo ornata da alte lesene che costituiscono certamente i residui di un originario porticato seicentesco. Viceversa, oltrepassato il portale al civico 44, ci si ritrova in un cortile dai connotati ottocenteschi con statue e altri manufatti d'interesse, chiuso sul fondo da una parete, al centro della quale si apre una nicchia che ospita una fontanella. Alle spalle di questa sopravvive un residuo del grande giardino settecentesco.
Allo stato attuale il palazzo è un condominio privato. Nella porzione del palazzo coincidente con il civico 44 - non danneggiata dalle bombe - si trovano al primo piano alcuni soffitti affrescati tardo-ottocenteschi di stile liberty restaurati di recente. Nel 2022 è stato completato il restauro dei prospetti esterni con l'ausilio del bonus facciate.

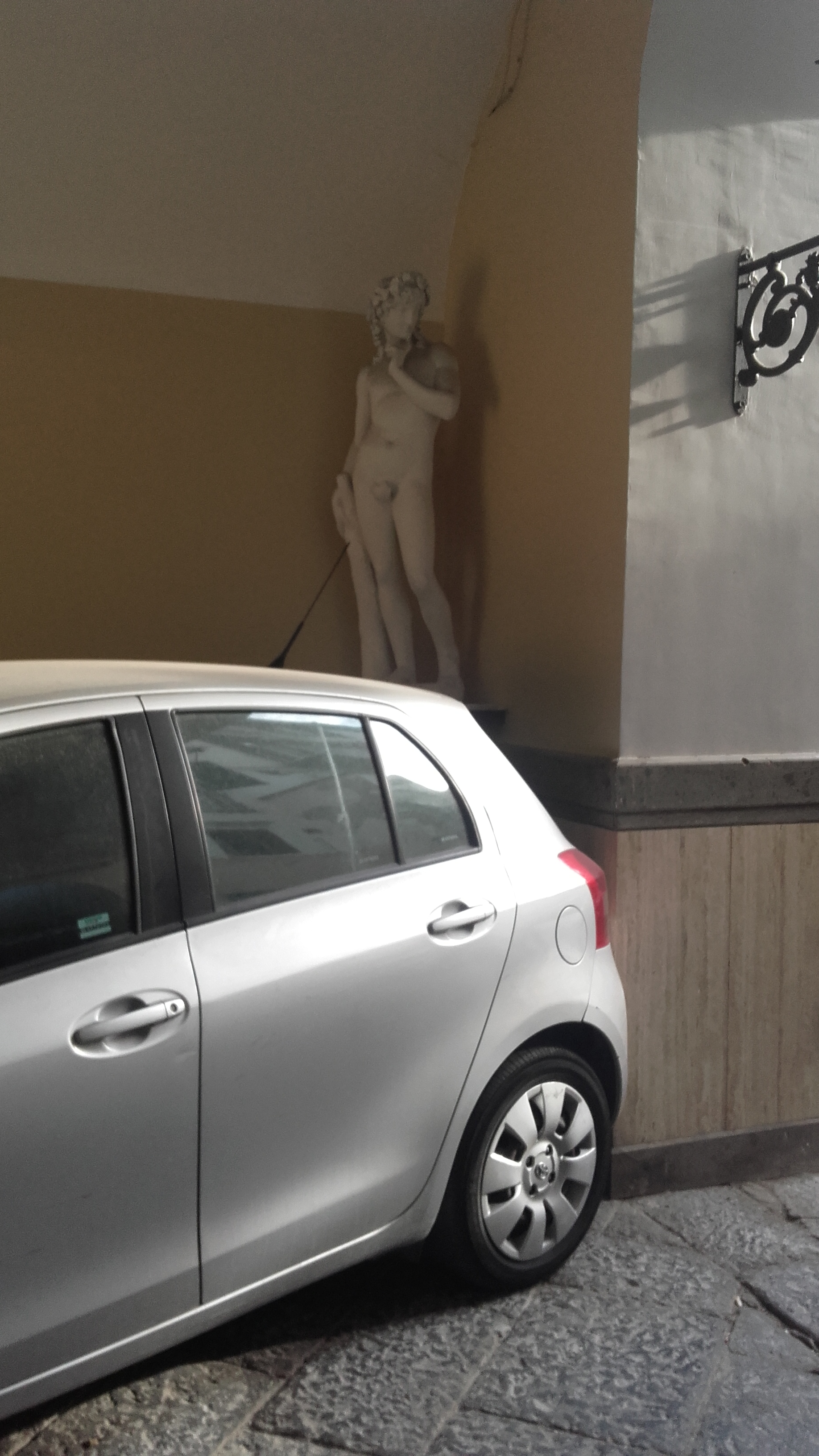
Statua apollinea nel cortile secondario